# عزلة بني جامع (ربع عديه الحديدة)

تعديل مصدري - تعديل

عزلة بني جامع(ربع عديه) هي إحدى عزل مديرية اللحية في محافظة الحديدة اليمنية ويبلغ تعداد سكانها 10126 نسمة حسب التعداد السكاني في اليمن لعام 2004.

## روابط خارجية
- الجهاز المركزي للإحصاء بالجمهورية اليمنية
- المركز الوطني للمعلومات باليمن
- World Gazetteer:Yemen
- الدليل الشامل